# مسابقات آیرونمن

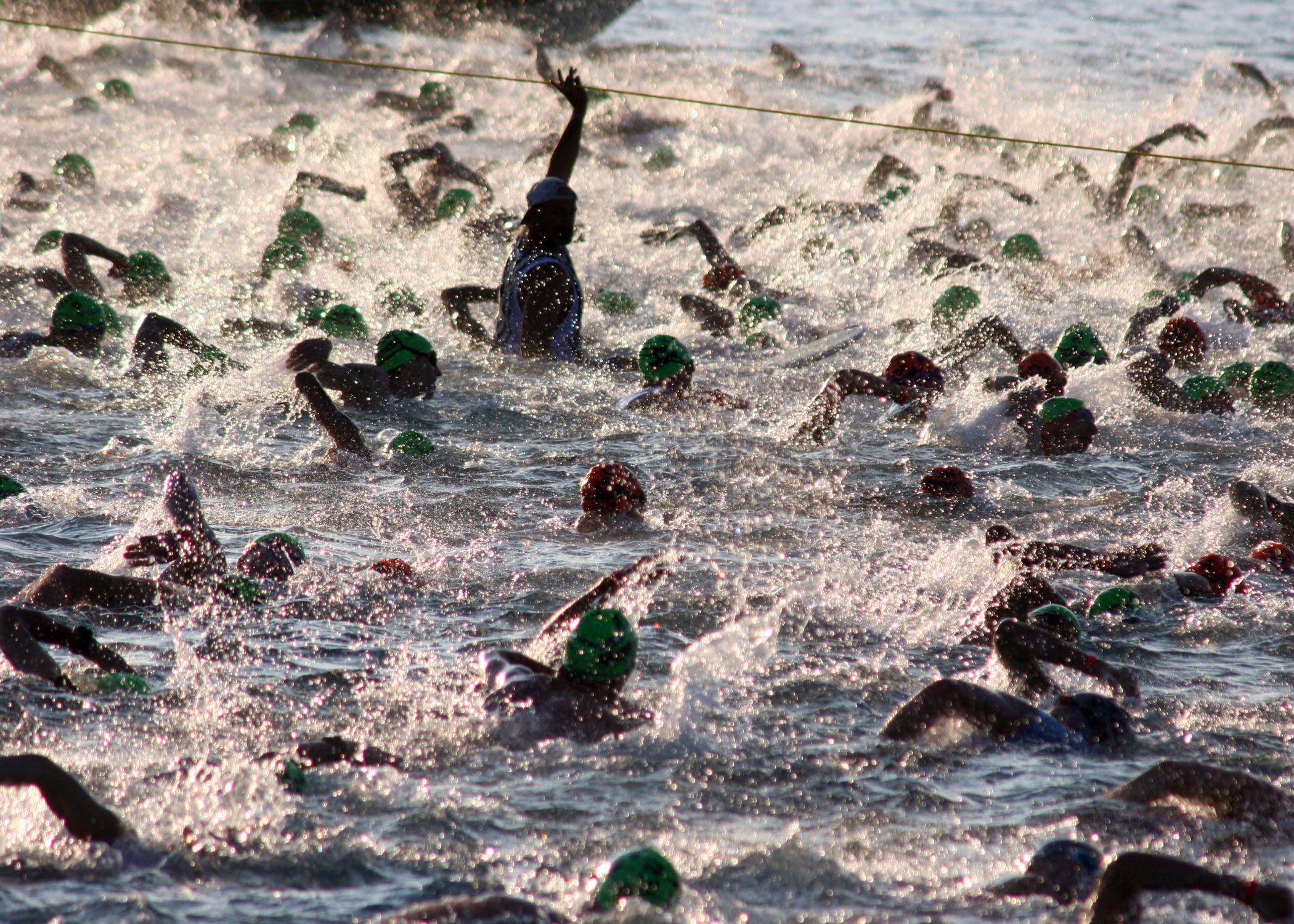
شروع شنا، ۱۵ اکتبر ۲۰۰۵

مسابقات قهرمانی جهانی آیرونمن (به انگلیسی: Ironman World Championship) یک رقابت در ورزش سه‌گانه است که از سال ۱۹۷۸ هر ساله در هاوایی ایالات متحده آغاز شد. این مسابقه شامل شنا به طول ۳.۸۶ کیلومتر، دوچرخه‌سواری به طول ۱۸۰.۲۵ کیلومتر و دویدن به طول ۴۲.۲ کیلومتر است. مسابقات قهرمانی آیرونمن به عنوان جمع‌بندی سری مسابقات آیرونمن است که در کشورهای مختلف جهان برگزار می‌شود و شرکت‌کنندگان از طریق این مسابقات واجد شرایط رقابت جهانی می‌شوند.